# Sarsi
Els sarsi són una tribu de parla na-dené, el nom de la qual procedia del blackfoot sa-akhsi i volia dir "no bo", potser perquè no eren algonquins, o bé perquè eren "protegits". S'anomenen a si mateixos tsuu t'ina.

## Localització
Vivien als marges dels llacs Athabasca i Saskatchewan, a l'estat de Saskatchewan (Canadà). Actualment viuen a la reserva Sarcee (Alberta).

## Demografia
El 1980 hi havia uns 600, dels quals només 75 parlaven la seva llengua. Segons el cens canadenc del 2000, eren 1.985 individus censats a la reserva Sarcee.

## Costums
Degut als atacs constants que patien dels cree i anishinaabemowin, es van fer amics i aliats de la confederació blackfoot, de la qual adoptaren llur cultura de les planures, llur organització militar en societats secretes i guerreres i al dansa del sol. Després d'un cerimonial, conreaven tabac plantat, però en general es dedicaven a la cacera del búfal.

## Història
Se sap que, com els altres tribus na-dené, vivien als Territoris del Nord-oest fins que en els segles IX-X baixaren cap al Nord de Saskatchewan. Cap al segle XVII es van moure cap al sud des del Nord de Saskatchewan, fins a les planúries de Montana i Alberta. Aleshores adoptaren els cavalls, la cacera del búfal i l'aliança amb els blackfoot. Tanmateix, foren delmats per les epidèmies de verola del 1836 i del 1870, i per la febre escarlata del 1856. Per això el 1877 van cedir llurs terres al govern del Canadà i cap al 1880 acceptaren una reserva vora Calgary (Alberta) amb els assiniboines i blackfoot. Són independents, però són molt aculturats i la majoria parla blackfoot o anglès.